# Neohouzeaua tavoyana
Neohouzeaua tavoyana là một loài thực vật có hoa trong họ Hòa thảo. Loài này được Gamble mô tả khoa học đầu tiên năm 1923.